# 1755 w polityce

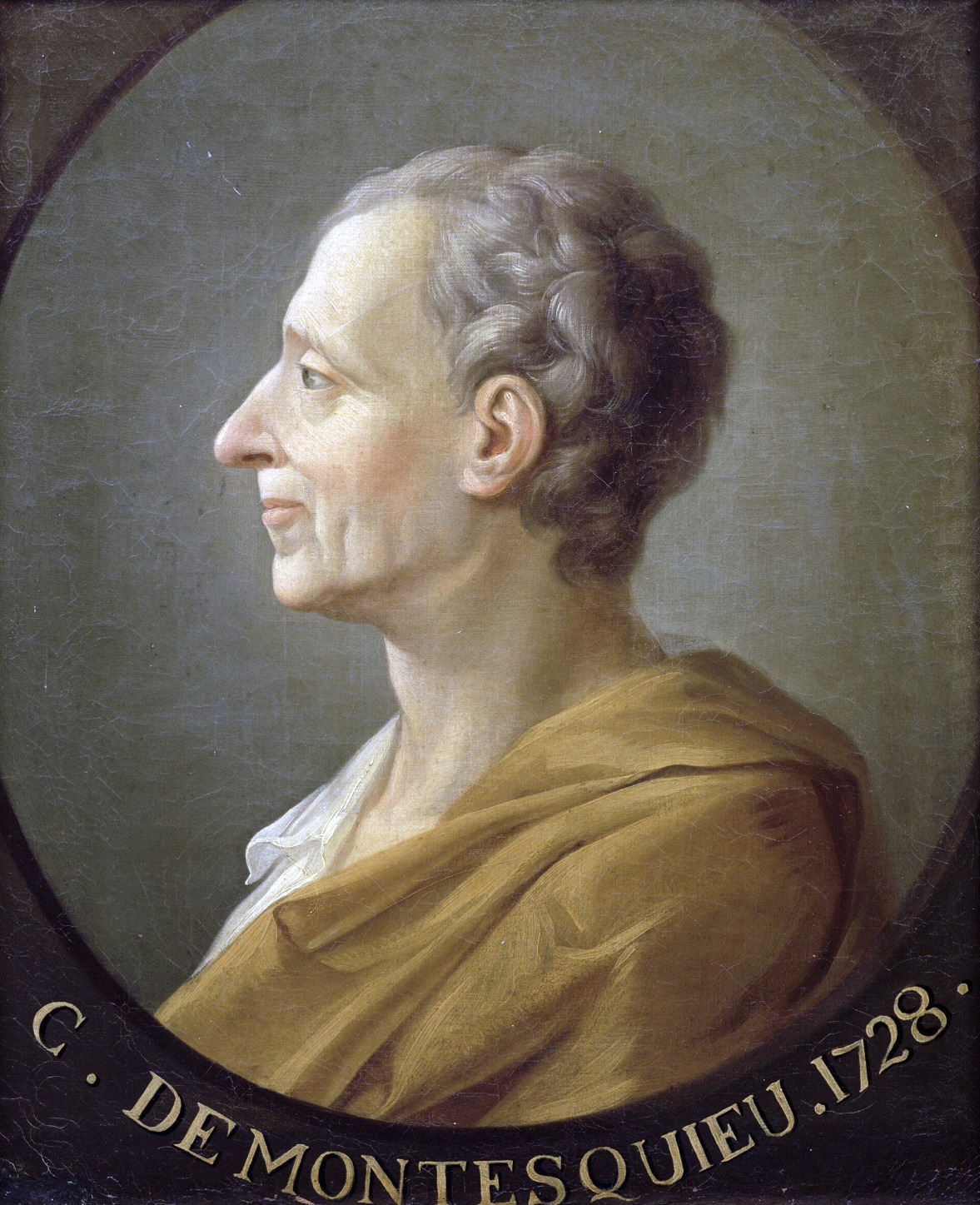
Monteskiusz

Wydarzenia polityczne w 1755 roku.

## Zmarli
- 10 lutego Monteskiusz, francuski filozof i politolog[1].